# 미노국

미노 국

미노국(일본어: 美濃国 미노노쿠니[*])는 일본 도산도에 있던 옛 구니이다. 영토는 여러 차례 바뀌었으나 대체로 현재의 기후현 남부에 해당한다. 노슈(濃州)라고도 한다. (미마사카국(美作国)과의 중복을 피하려고 두 번째 글자를 사용한다.)
미노 국에서 생산되는 종이를 미노 지(美濃紙)라 한다.

## 미노 국의 이름
미노 국(美濃国)을 가리키는 목간(木簡)은 많이 보이고 있는데, 이시가미 유적(石神遺跡) ・ 아스카이케 유적(飛鳥池遺跡) ・ 후지와라노미야 터(藤原宮跡) 등 7세기의 목간에서는 「三野国」으로 표기되어 있다. 아오노(青野, 지금의 일본 오가키 시大垣市 아오노), 오노(大野, 지금의 일본 이비군揖斐郡 오노 정), 가카미노(各務野, 지금의 일본 가카미하라 시各務原市）라는 세 개의 「野」에서 유래했다는 설이 있다.
그리고 8세기 초두인 다이호(大宝) 2년(702년)에 제작된 호적이나 이듬해인 다이호 3년(703년) 후지와라노미야 터에서 발굴된 목간에서는 「御野国」라는 표기가 보인다. 그리고 《고사기》(古事記)에서 미노(三野)와 미노 국(美濃国) 이렇게 두 가지 표기가 보이고 있다. 《고사기》는 8세기인 712년에 성립되었으므로 美濃라는 표기도 8세기 이후에 이르러서야 등장한 것으로 보인다.
이와 별개로 나라 헤이조 궁(平城宮)에서 출토된 목간에서는 「美野国」이라는 표기도 확인되었다. 후지와라노 다다미치 서장안(藤原忠通書状案, 일본 덴리 도서관 소장 문서)에서는 「御庄々、武義（美乃国）、山上（美乃国）、吉田（美乃国）、保元々年七月」라고 기재되어 있다. 《신초략칙부초》(新抄格勅符抄, 神事諸家封戸大同元年牒)에서도 「美乃国」라고 되어 있다.
메이지 시대의 민속학자 야나기타 구니오(柳田国男)는 그의 저서 《지명고》(地名考)에서 美濃、耳納、三納 등 일본어로 미노(ミノ)로 읽는 지명을 열거하고, 이들은 한쪽이 산지로, 다소 높낮이가 있음을 의미하는 지명이라고 해석하고, 시마네 현(島根県) 미노 군(美濃郡)、오카야마 현(岡山県)의 미노노아가타(美濃県, みぬのあがた) 등을 예시로 들었다. 본 구니의 모토스 군(本巣郡)에 미노 향(美濃郷)이 있고, 이 모토스 군은 네오 강(根尾川)의 양안을 점하고 있는 산지구릉지대로 미노노 구니노미야쓰코(美濃国造)의 본거지이기도 하다.

## 연혁
일본 헤이안 시대의 문헌인 《선대구사본기》(先代旧事本紀)에 따르면 もともと 三野前国、三野後国、누카타 국(額田国)의 3개 구니가、고사기에 따르면 이 2개 구니에 모토스 국(本巣国)과 牟義都国을 더해서 5개 구니가 있었다고 되어 있다. 구니마다 구니노미야쓰코(国造)가 설치되었고 또한 미노 현(美濃県)、가모 현(鴨県)、도치 현(刀支県) 이렇게 3개 현(県, 아가타)에 아가타누시(県主)가 설치되었다. 훗날 이들 구니와 현을 통합한 결과 미노 국이라는 구니가 7세기에 성립하였다. 성립 당시의 범위에 대해서는 오늘날의 일본 기후 현(岐阜県) 남부 지역(미노 지방)과 나가노 현(長野県) 서남부 지역의 일부와 기소 군(木曽郡, 기소 국木蘇国)에 거의 들어맞는다. 남쪽으로 인접해 있는 오와리 국(尾張国)과의 경계는 기소가와(木曽川)였는데, 당시 기소가와 강의 유역은 오늘날보다 다소 북쪽으로, 오늘날의 境川 하류를 지나고 있었다.
레이키(霊亀) 원년(715년) 7월, 서전군이근(席田君邇近, 모시로다노기미 니콘むしろだのきみにこん)을 비롯한 신라인 74가(家) 사람들을 미노 국으로 이주시키고, 모시로다 군(席田郡)을 세웠다(속일본기). 다이호(大宝) 2년(702년) 미노 국 가모 군(加茂郡)의 하뉴노사토(半布里, 오늘날의 일본 富加町 하뉴羽生) 지역의 호적에는 고래로부터의 도래계 씨족(氏族)인 하타비토(秦人) ・ 하타비토베(秦人部)의 가바네(姓)를 가진 사람들이 많이 보이고 있다(《일본서기》 사이메이 천황 6년 10월조).[4]
기소타니(木曽谷)를 두고 미노 국과 시나노 국(信濃国) 사이에 영유권 다툼이 있었는데, 조간(貞観) 연간(859년~876년)에 일본 조정은 후지와라노 아손 마사노리(藤原朝臣正範)나 유키에노 아타이 쓰구오(靭負直継雄) 등을 보내어 국경을 도리이토케(鳥居峠)로 삼게 하였다. 그 뒤 헤이안 시대 말기까지 기소는 시나노 국이라는 인식이 생겨나기 시작해 《헤이케 이야기》(平家物語) 등에서는 시나노 국 기소(信濃国木曽)로 기술되어 있기도 하다. 가마쿠라 시대(鎌倉時代)에는 장원 오기소 장(大吉祖荘)은 시나노, 오기소 장(小木曽荘)은 미노로 구분되어 기록되는 경향이 나타났다. 무로마치 시대(室町時代) 중기 무렵까지 미노 국 기소 장(美濃国木曾荘)으로 기술되어 있는 것이 보인다. 미노 국 소속의 에나 군(恵那郡)이었던 기소 전역이 시나노 국이 된 시기에 대해서 일본 신슈 대학(信州大学) 인문학부(人文学部)의 야마모토 에이지(山本英二) 준교수(准教授)는 기소 군 오쿠와 촌(大桑村)에 소재한 사찰 세이쇼지(定勝寺)의 고문서인 회향문(回向文) 가운데 그 작성 연대를 알 수 있는 다섯 점의 고문서를 통해, 해당 문서에서는 1491년에는 미노 주(美濃州) 에나 군(恵那郡) 기소 장(木曽庄)이었던 것이 1515년에는 시나노 주(信濃州) 기소 장(木曽荘)으로 다르게 기록되어 있는 점을 들어 기소가 미노 국 에나 군에서 시나노 국으로 옮겨간 것은 1491년에서 1515년 사이의 일이라고 결론지었다. 전국 시대인 덴쇼(天正) 14년(1586년)에 기소가와(木曽川)의 범람으로 유역이 거의 오늘날의 유역과 가깝게 변하였고, 변경된 기소가와 강의 북안과 나카스(中洲)가 오와리 국에서 미노 국으로 옮겨졌다. 오늘날의 지도를 가지고 보면 북안은 일본 기후 현의 사카이가와(境川)와 기소가와 일대, 나카스는 가카미하라 시 가와시마(川島)에 해당한다.
즉 미노 국에 해당하는 지역은 기후 시(岐阜市, 옛 야나기쓰 정柳津町의 일부 등), 가카미하라 시(옛 이나바 정稲羽町의 일부와 옛 가와시마 정川島町와, 하시마 군羽島郡의 거의 전역(기난 정岐南町、다테마쓰 정笠松町), 하시마 시(羽島市)의 거의 전역, 가이즈 시(海津市, 옛 가이즈 정海津町、히라타 정平田町의 대부분)이다.
미노 국은 아이치 현(愛知県) 도요타 시(豊田市)의 일부와 이나자와 시(稲沢市) 소부에 정(祖父江町)의 일부를 포함한다. 또한 고오리카미 시(郡上市)의 일부(옛 이토시로 촌石徹白村)는 미노 국에는 포함되지 않는다. 이들 지역은 일본 기후 현의 성립 이후에 이루어진 인접 현과의 경계 변경에 의해 소속된 현이 옮겨진 것이다.
또한 나가노 현의 미사카 촌(神坂村)도 1945년대에서 1955년대, 패전을 전후한 시기에 기후 현 나카쓰카와 시(中津川市)로의 병합이 문제가 되었다. 결국 1958년에 대부분이 분할되어 나가쓰카와 시로 편입되었다. 마고메(馬籠) 지구만이 나가노 현으로 남아 야마구치 촌(山口村)과 병합되었다. 헤이세이 대합병(平成の大合併)이라 불리는 대대적인 행정 구역 개편 당시에도 야마구치 촌의 나카쓰카와 시로의 편입이 문제가 되어, 에도 시대 이래의 역참 마을로 보존되어 이름 높던 나카센도 마고메주쿠(中山道馬籠宿)라는 관광지를 잃게 된 나가노 현의 강한 반대가 있었으나, 원래의 야마구치 촌은 동해(일본해)쪽인 나가노 시(長野市)와의 연대가 다소 얕았기에, 2005년에 나가노 현에서 이탈하여 기후 현 나카쓰카와 시로 편입되기에 이른다. 이는 헤이세이 대합병에서 유일한 월경지 병합이기도 했다.

### 근대 이후의 연혁
- 「구고구령취조장」(旧高旧領取調帳)에 기재되어 있는 메이지(明治) 초년 시점에서의 미노 국내의 지배는 다음과 같다(1,561촌村 ・ 654,872여 석石). 굵은 글자는 해당 군내에 번청(藩庁)이 소재하고 있었다는 의미로 국명이 있는 것은 비지령(飛地領), 즉 월경지이다.
  - 아쓰미 군(厚見郡, 57촌 ・ 41,543여 석) - 막부령(미노 군다이美濃郡代 ・ 오가키 번 아즈카리치預地), 하타모토 령(旗本領), 가노 번(加納藩), 오와리 나고야 번(오와리 나고야 번), 무쓰 이와키타이라 번(陸奥磐城平藩)
  - 가가미 군(各務郡, 41촌 ・ 20,532여 석) - 막부령(미노 군다이), 하타모토 령, 오와리 나고야 번(尾張名古屋藩), 다카후쿠 번(高富藩)
  - 하구리 군(羽栗郡, 63촌 ・ 21,375여 석) - 막부령(미노 군다이), 하타모토 령, 오와리 나고야 번, 무쓰 이와키타이라 번
  - 나카지마 군(中島郡, 32촌 ・ 14,565여 석) - 막부령(미노 군다이 ・ 名古屋藩給人毛利源内 아즈카리치), 하타모토 령, 오와리 나고야 번, 오와리 이누야마 번(犬山藩)
  - 가이사이 군(海西郡, 25촌 ・ 11,750여 석) - 막부령(미노 군다이), 하타모토 령, 다카스 번(다카스 번)
  - 이시쓰 군(石津郡, 77촌 ・ 26,373여 석) - 막부령(미노 군다이 ・ 오가키 번 아즈카리치), 하타모토 령, 다카스 번(高須藩), 오가키 번(大垣藩), 오와리 나고야 번, 이와오 번(今尾藩)
  - 다기 군(多芸郡, 61촌 ・ 34,408여 석) - 막부령(미노 군다이 ・ 오가키 번 아즈카리치), 오가키 번, 이와오 번, 오와리 나고야 번, 오와리 이누야마 번, 다카스 번
  - 후와 군(不破郡, 45촌 ・ 37,212여 석) - 막부령(오가키 번 아즈카리치), 하타모토 령, 오가키 번, 오와리 나고야 번
  - 안파치 군(安八郡, 152촌 ・ 81,850여 석) - 막부령(미노 군다이 ・ 오가키 번 아즈카리치), 하타모토 령, 오가키 번, 오와리 나고야 번, 이와오 번, 오와리 이누야마 번, 이와무라 번(岩村藩)
  - 이케다 군(池田郡, 67촌 ・ 18,973여 석) - 막부령(오가키 번아즈카리치), 하타모토 령, 오가키 번, 오와리 나고야 번, 빗추 오카타 번(備中岡田藩)
  - 오노 군(大野郡, 122촌 ・ 50,037여 석) - 막부령(오가키 번 아즈카리치), 하타모토 령, 오가키 번, 노무라 번(野村藩), 오와리 나고야 번, 이와무라 번
  - 모토스 군(本巣郡, 71촌 ・ 35,899여 석) - 막부령(미노 군다이 ・ 오가키 번 아즈카리치), 하타모토 령, 오가키 번, 무쓰 이와키타이라 번, 오와리 나고야 번
  - 무시로다 군(席田郡, 9촌 ・ 5,726여 석) - 막부령(미노 군다이 ・ 오가키 번 아즈카리치), 하타모토 령
  - 가타가타 군(方県郡, 54촌 ・ 33,795여 석) - 막부령(미노 군다이 ・ 오가키 번 아즈카리치), 하타모토 령, 무쓰 이와키타이라 번, 다카후쿠 번, 오와리 나고야 번, 오가키 번
  - 야마가타 군(山県郡, 50촌 ・ 26,330여 석) - 막부령(미노 군다이), 하타모토 령, 이와무라 번, 오와리 나고야 번, 다카후쿠 번
  - 무기 군(武儀郡, 135촌 ・ 33,827여 석) - 막부령(미노 군다이), 하타모토 령, 오와리 나고야 번, 이와무라 번, 이와오 번
  - 구죠 군(郡上郡, 164촌 ・ 30,274여 석) - 막부령(미노 군다이), 하타모토 령, 구죠 번(郡上藩)
  - 가모 군(加茂郡, 116촌 ・ 42,818여 석) - 막부령(미노 군다이), 하타모토 령, 오와리 나고야 번, 나에기 번(苗木藩), 이와오 번
  - 가니 군(可児郡, 95촌 ・ 32,444여 석) - 막부령(미노 군다이), 하타모토 령, 오와리 나고야 번
  - 도키 군(土岐郡, 44촌 ・ 19,895여 석) - 막부령(미노 군다이), 하타모토 령, 오와리 나고야 번, 이와무라 번
  - 에나 군(恵那郡, 81촌 ・ 35,233여 석) - 막부령(미노 군다이), 하타모토 령, 이와무라 번, 나에기 번, 오와리 나고야 번

1. ↑  舘野和己「『古事記』と木簡に見える国名表記の対比」、『古代学』4号、2012年、20頁。
2. ↑  《角川地名大辞典　21 岐阜県》. 角川書店. 昭和55年9月20日.